# Saint-Christophe-du-Jambet
Saint-Christophe-du-Jambet là một xã ở tỉnh Sarthe trong vùng Pays-de-la-Loire, Tây Bắc nước Pháp.